# MechWarrior 3050
MechWarrior 3050, ambém conhecido como BattleTech em seu lançamento original do Sega Genesis e no Japão como BattleTech 3050 (バトルテック3050), é um jogo eletrônico baseado em mechas de 1994 desenvolvido pela Malibu. O primeiro jogo baseado em BattleTech a ser lançado para o Sega Genesis, mais tarde foi portado para o Super Nintendo pela Activision como MechWarrior 3050. O jogo para Super Nintendo foi localizado e publicado no Japão pela Ask Group. A história se passa durante os eventos da Invasão do Clã na era 3050. Os jogadores recebem o papel de um Mechwarrior Lobo do Clã, que é enviado para eliminar vários ativos da Esfera Interna que ameaçam destruir o domínio do Clã no campo de batalha, e recebe o mecha Lobo de Madeira/Gato Louco.
Este jogo é visto em uma visão isométrica, em oposição à visão em primeira pessoa do jogo anterior. O jogo também apresenta um modo para dois jogadores, onde um jogador controla a metade inferior do mech para navegar pelo mapa enquanto o segundo jogador controla a torre da arma.

## Jogabilidade
O jogo apresenta uma perspectiva isométrica e gira em torno do controle de um robô Mad Cat/Timber Wolf para destruir as bases da Inner Sphere. A jogabilidade se desenrola em cinco estágios distintos, cada um apresentando um ambiente único, como pântanos, desertos ou terrenos baldios congelados. Todas as missões são apresentadas ao jogador na forma de um feed de notícias.
Os objetivos da missão variam desde a destruição de radares e fábricas inimigas até a realização de operações de resgate, todas envolvendo o uso extensivo de armas. O robô Mad Cat/Timber Wolf, com sua capacidade de girar 360 graus, está armado com uma variedade de armas, incluindo mísseis, lasers, minas e lança-chamas, que o jogador escolhe no início de cada missão. A munição limitada requer reabastecimento frequente de caixas espalhadas pelo mapa.
O dano infligido pelos inimigos aumenta os indicadores de dano e superaquecimento do Mech. Se esses indicadores atingirem níveis críticos, o jogador perde uma vida. O fluido refrigerante coletado pode reduzir o superaquecimento. O jogo também oferece um modo cooperativo inovador para dois jogadores, com um jogador controlando as pernas do robô e o outro gerenciando o torso e o armamento.

## Recepção
Embora os quatro revisores da Electronic Gaming Monthly tenham reclamado que o modo single-player do jogo é difícil a ponto de ser inacessível, todos, exceto um, deram à versão Genesis uma recomendação positiva, citando a diversidade de missões, forte desafio e animações impressionantes. Eles foram divididos igualmente na versão Super NES, com dois deles recomendando-a com base na diversidade de níveis, e os outros dois focando no modo single player frustrantemente difícil e nos controles confusos. Eles marcaram uma média de 6,75 em 10. Um crítico da Next Generation deu três de cinco estrelas, avaliando que, em comparação com o original do Genesis, ele tem gráficos mais nítidos, mas animação mais desajeitada e pior controle. Ele elogiou o jogo em si por seu ataque frenético e desafiador de inimigos. Scary Larry, da GamePro, ficou desconfortável com a forma como o modo de dois jogadores exige que os dois jogadores estejam em perfeita sincronia um com o outro, e disse que o fracasso em fazê-lo poderia levar a discussões amargas. Ele também criticou os gráficos não detalhados, a animação instável e os efeitos sonoros limitados, mas recomendou o jogo por sua jogabilidade desafiadora, estratégica e divertida.
Victor Lucas, da Electric Playground, elogiou o jogo, fazendo comparações com a jogabilidade de Desert Strike: Return to the Gulf. Lucas apreciou particularmente um recurso de controle que permitia ao jogador atirar sem alterar o curso do movimento, mas ele observou que os gráficos do jogo poderiam ter sido mais refinados, especificamente em relação aos detalhes do inimigo. Da mesma forma, fazendo uma comparação com Jungle Strike da série Strike, Nikos Constant de videogame & Computer Entertainment descobriu que BattleTech é consideravelmente mais envolvente. Em sua opinião, BattleTech é um "grande jogo de guerra", onde o sucesso depende da capacidade do jogador de utilizar simultaneamente estratégia, habilidade e um pouco de sorte.
Ken Horowitz, da Sega-16, comentou sobre a sensação de poder que a BattleTech oferece ao jogador ao controlar um enorme robô de combate. Horowitz observou que o jogo se assemelhava mais a uma entrada solitária do MechAssault, caracterizada por seu ritmo de jogo metódico e pensativo. Em uma revisão retrospectiva, Jim Evans, da coleção Ultimate Nintendo, sentiu que, embora o jogo pudesse ter tido sucesso no estilo Desert Strike, sua jogabilidade excessivamente complexa, intensificada pelo aparecimento de Mechs inimigos e restrições de tempo, tornou o jogo desnecessariamente difícil. Evans postulou que, com um nível de dificuldade mais equilibrado, o jogo poderia ter se tornado um "clássico".